# Roland Bonaparte
Roland Napoléon Bonaparte (Pariz, 19. svibnja 1858. – Pariz, 14. travnja 1924.), francuski carski princ i predsjednik Pariškog geografskog društva (1910. – 1924.), iz dinastije Bonaparte. Bio je posljednji muški potomak Luciena Bonapartea, čija se loza od 1844. godina smatrala seniorskom.
Rodio se u Parizu u obitelji oca Pierra Bonapartea i Justine Eleanore Ruflin. Bio je unuk Luciena Bonapartea, Napoleonovog brata. Godine 1877. upisao se na vojnu akademiju u Saint-Cyru i diplomirao dvije godine kasnije. Dana 18. studenog 1880. godine oženio je Marie Blanc, s kojom je imao kćer, Marie Bonaparte (1882. – 1962.), francusku psihoanalitičarku i grčku princezu.
Godine 1886. posjetio je Korušku, Hrvatsku i Slavonije te Ugarsku, kako bi se upoznao s vojnim i etnografskim specifičnostima tih zemalja.
Zbog zakona iz 1886. godine, koja je zabranjivao članovima francuskih vladarskih dinastija bavljenje vojnim zanimanjem, Roland se preusmjerio na bavljenje znanošću. Bio je predsjednik Pariškog geografskog društva od 1910. do svoje smrti te predsjednik Francuskog astronomskog društva od 1921. do 1923. godine.
Godine 1899. naslijedio je naslov princa od Canina i Musignana od svog rođaka. Rolandovom smrću 1924. godine, izumro je seniorski ogranak dinastije Bonaparte.